# L'Étrange Aventure de Mabel
Pour les articles homonymes, voir Mabel (chanteuse).
Pour plus de détails, voir Fiche technique et Distribution.
L'Étrange Aventure de Mabel (titre original : Mabel's Strange Predicament), également connue sous les titres Charlot à l'hôtel ou Mabel est dans de beaux draps, est une comédie burlesque américaine réalisée par Mabel Normand, avec elle-même et Charlie Chaplin, sortie le 9 février 1914. Il s'agit du premier film tourné avec Charlot mais du second en termes de sorties sur les écrans.

## Synopsis
Dans le hall d'un hôtel, un homme ivre se prend les pieds dans la laisse du chien d'une femme distinguée. Plus tard, il la revoit et lui court après, mais cette dernière se cache dans une chambre, sous le lit. Arrive alors le couple louant cette chambre, et la femme très jalouse croyant que son mari la trompe, commence à se déchaîner sur toutes les personnes qui l'entourent.

## Fiche technique
- Titre original : Mabel's Strange Predicament
- Titre : L'Étrange Aventure de Mabel
  - Autres titres français : Charlot à l'hôtel, Mabel est dans de beaux draps[1]
- Réalisation : Mabel Normand
- Scénario : Henry Lehrman, Charlie Chaplin (non crédité)
- Photographie : Frank D. Williams, Hans F. Koenekamp
- Producteur : Mack Sennett
- Société de production : Keystone
- Société de distribution : Mutual Film (1914)
- Pays de production :  États-Unis
- Langue : film muet avec les intertitres en anglais
- Format : noir et blanc - 35 mm - 1,33:1  -  muet
- Genre : Comédie, Film burlesque
- Longueur de pellicule : une bobine (340 mètres)
- Durée : 12 minutes
- Date de sortie : 9 février 1914
- Licence : Domaine public

## Distribution
Source principale de la distribution :
- Mabel Normand : Mabel
- Charlie Chaplin : l'ivrogne
- Chester Conklin : le mari
- Alice Davenport : l'épouse
- Harry McCoy : l'amant de Mabel

Distribution non créditée :
- Frank Cooley : le patron de la pension
- Billy Gilbert : un groom
- William Hauber : un client
- Sadie Lampe : une cliente
- Henry Lehrman : un client dans le hall
- Al St. John : un groom (non crédité)

## À noter
- Il s'agit là du film qui vit la création du personnage de Charlot, même si le public le découvrit tout d'abord dans Charlot est content de lui tourné juste après et sorti deux jours plus tôt.
- Chaplin aurait, semble-t-il, décidé de son déguisement au moment de l'habillage. Il voulait un costume contrasté : petit chapeau et grandes chaussures, pantalon trop ample et veste trop étroite. Le costume a créé le personnage : la cravate avec un col de chemise sale restera le symbole du vagabond qui cherche à se donner l'apparence de la respectabilité. Cependant la physionomie du personnage est assez différente de ce qui sera le visage définitif de Charlot, qui sera obtenu par un épais maquillage atténuant la dureté du visage de Chaplin.
- Le tournage de ce film apparait dans le biopic Chaplin de façon romancée.
- Le tournage débuta le 9 ou 10 janvier 1914, et dura jusqu'au 12 ou 13 janvier 1914, au studio Keystone à Glendale, Californie[1].